# Syropetrova viridis
Syropetrova viridis är en fjärilsart som beskrevs av Diakonoff 1970. Syropetrova viridis ingår i släktet Syropetrova och familjen vecklare. Inga underarter finns listade i Catalogue of Life.